# Inside In/Inside Out
Inside In/Inside Out is het debuutalbum van de Britse indierockband The Kooks.
Het album werd voor het eerst uitgebracht op 23 januari 2006. Op het album staan de singles Eddie's Gun, Sofa Song, You Don't Love Me, Naive, She Moves In Her Own Way en Ooh La. Het album is geproduceerd door Tony Hoffer van het platenlabel Virgin Records en bereikte nummer 2 in de British Album Charts. Het album is wereldwijd al meer dan anderhalf miljoen keer verkocht.

## Tracks
1. "Seaside" – 1:40
2. "See the World" – 2:38
3. "Sofa Song" – 2:14
4. "Eddie's Gun" – 2:14
5. "Ooh La" – 3:30
6. "You Don't Love Me" – 2:36
7. "She Moves In Her Own Way" – 2:50
8. "Matchbox" – 3:11
9. "Naïve"  – 3:23
10. "I Want You Back" – 3:26
11. "If Only" – 2:01
12. "Jackie Big Tits" – 2:34
13. "Time Awaits" – 5:09
14. "Got No Love" – 3:40
15. "Do You Love Me Still?" – 3:15 (U.S. Bonus Track)

## Singles
1. "Eddie's Gun" (11 juli 2005)
2. "Sofa Song" (17 oktober 2005)
3. "You Don't Love Me" (9 januari 2006)
4. "Naïve" (27 maart 2006)
5. "She Moves In Her Own Way" (26 juni 2006)
6. "Ooh La" (23 oktober 2006)

## Akoestische uitgave
Er is ook een akoestische versie verkrijgbaar, 'Inside In/Inside Out Acoustic', die opgenomen is tijdens een liveoptreden op Abbey Road, London en Osaka, Japan. De CD bevat alle nummers van Inside In/Inside Out behalve 'I Want You Back', 'If Only' en 'Got No Love'. Een van de nummers, die niet op het originele album staat, California, staat wel op deze versie en is live opgenomen in Osaka.